# François-Pierre-Marie-Anne Paigis
François-Pierre-Marie-Anne Paigis (7 juillet 1760, Azé - 23 février 1855, Château-Gontier) est un homme politique et médecin français.

## Biographie

### Origine
Il est le fils de François Paigis, marchand tanneur, et de Marie Didier. Il fait probablement ses études médicales à Angers : il est médecin à Gennes-sur-Glaize en 1789. Il se montre partisan des idées nouvelles de la Révolution française et est envoyé à l'Assemblée électorale qui se tient à Laval du 28 juin au 6 juillet 1790, pour nommer les administrateurs du nouveau département de la Mayenne.

### Homme politique
Le 3 juillet, Paigis est élu par 242 voix, avec Pierre-Jean Sourdille de la Valette, membre du département pour le district de Château-Gontier. Il assiste à la session de juillet du Conseil départemental, avec les trente-cinq autres membres, réunis à l'église des Cordeliers de Laval pour désigner les membres du Directoire de la Mayenne. A la session de novembre, il siège de nouveau parmi les administrateurs du département, et, le 4 du même mois, est affecté au Comité d'aliénation des biens nationaux formé au sein de cette assemblée.

### Député
En 1791, il est du nombre des électeurs à l'Assemblée législative, et remplace aux Élections législatives de 1791, comme député de l'arrondissement de Château-Gontier, son confrère Louis-François Allard le 28 août 1791.
Paigis se rend à Paris et prend domicile rue des Grands-Augustins. Homme à système, comme législateur, Paigis est un excellent physiologiste. 
Le 2 octobre 1791, Paigis est validé avec les autres députés mayennais. Le 4 octobre, il prête le serment constitutionnel. Le 22 octobre 1791 et le 8 mars 1792, il fut nommé membre du comité d'examen des comptes et réélu à la même fonction le 8 mars 1792.  
En 1792, il est victime d'une mésaventure : en qualité de membre du Comité des rapports et pétitions, il avait été chargé d'un rapport sur l'interdiction d'un administrateur de l'Ain. Il ne monte à la tribune qu'une seule fois, le 14 février 1792, pour déclarer qu'on lui avait volé la minute du rapport. Le même jour, sur sa motion sans doute, l'Assemblée décide de l'entendre sur le champ au sujet de quatre détenus de Château-Gontier.
Paigis siège parmi les modérés constitutionnels, et se fait inscrire à la Société des amis de la Constitution ou Club des Feuillants où il retrouve son compatriote et collègue Richard de Villiers.
Ayant voté en faveur de La Fayette, il est écarté de la Convention, reprit sa profession à Gennes, devient membre du conseil d'arrondissement de Château-Gontier en l'an XII.

### Retour en Mayenne
Il semble avoir délaissé la médecine dès 1804, est maire de Gennes de 1808 à 1814, et de 1830 à 1835. 
Il n'a pas renoncé à toute ambition politique ; désigné par arrêt consulaire au mois de prairial an VIII, il représente le canton de Bierné au conseil d'arrondissement, dont il préside la première réunion, le 15 messidor an VIII. Il est membre du collège électoral du département pour l'arrondissement de Château-Gontier, mais est considéré comme un jacobin par le pouvoir impérial. 
Lors de la Restauration, il recueille le 14 novembre 1820, une voix pour la députation, et est nommé, le 25 février 1824, scrutateur de l'Assemblée électorale, mais le personnel administratif le regarde comme un révolutionnaire dangereux. Il est dénoncé comme tel en 1823. En octobre 1824, le sous-préfet de Château-Gontier, Guillaume-François d'Ozouville, demande sa destitution. Le nombre de voix qu'il réunit aux sessions suivantes du collège électoral ne peut l'en faire nommer scrutateur. Malgré cette situation, il conserve sa place de conseiller d'arrondissement jusqu'en 1839. Il se retire à Château-Gontier pour la fin de ses jours. Il fait partie du cercle de la ville, avec les notaires, les médecins retraités et le président du tribunal. Il meurt à Château-Gontier le 23 février 1855.

## Sources partielles
: document utilisé comme source pour la rédaction de cet article..
- Paul Delaunay, Vieux médecins mayennais
- « François-Pierre-Marie-Anne Paigis », dans Adolphe Robert et Gaston Cougny, Dictionnaire des parlementaires français, Edgar Bourloton, 1889-1891 [détail de l’édition]
- « François-Pierre-Marie-Anne Paigis », dans Alphonse-Victor Angot et Ferdinand Gaugain, Dictionnaire historique, topographique et biographique de la Mayenne, Laval, A. Goupil, 1900-1910 [détail des éditions] (BNF 34106789, présentation en ligne), t. IV, p. 696.